# Ritt Bjerregaard
Ritt Bjerregaard (Jytte Ritt Bjerregaard), née le 19 mai 1941 à Copenhague (Danemark) et morte le 21 janvier 2023 à Østerbro (Copenhague), est une femme politique danoise. 
Membre du Parti social-démocrate, elle est bourgmestre de Copenhague entre 2006 et 2009 ; c'est la première femme à accéder à cette fonction.
Elle a été ministre de l'Éducation et des Affaires sociales au sein des gouvernements d'Anker Jørgensen. Elle a également été commissaire européenne à l'Environnement de 1995 à 1999, et ministre de l'Alimentation, de l'Agriculture et de la Pêche de 2000 à 2001 au sein du gouvernement de Poul Nyrup Rasmussen.

## Biographie
Ritt Bjerregaard elle la fille de Gudmund Bjerregaard, menuisier, et de Rita Bjerregaard, comptable. Elle est l'aînée d'une fratrie de trois enfants. Elle grandit à Vesterbro à Copenhague. Elle a été hospitalisée plusieurs fois en raison de conditions étroites[style à revoir] et insalubres, jusqu'à ce que la famille acquière un lot[pas clair]. Elle a terminé son examen du Christianshavn Gymnasium en 1958 et est devenue une étudiante moderne du Statens Kursus til Studentereksamen en 1966.
Après avoir obtenu son certificat d'enseignante en 1964 à Emdrupborg, elle a travaillé comme enseignante de folkeskole (école primaire) jusqu'en 1970. Au cours de la même période, elle a été consultante pour la maison d'édition Gyldendal. En 1971, elle devient professeure adjointe à l'Odense College of Education. Elle est mariée à l'historien Søren Mørch depuis 1966.
Dans ses temps libres, elle était jardinière dans son manoir géré de manière biologique, cultivant principalement des pommes.
Ritt Bjerregaard a écrit plusieurs livres au cours de sa vie, le dernier étant le premier volume de ses mémoires intitulé Ritt (2015).